# Gutenberg Martínez
Gutenberg Alejandro Martínez Ocamica (Santiago, 29 de agosto de 1950) es un abogado y político chileno. Fue miembro del Partido Demócrata Cristiano (PDC), del cual fue presidente en dos oportunidades. Entre 1990 y 2002 fue diputado de la República representando a las comunas de Ñuñoa y Providencia, y llegó a ocupar la presidencia de la Cámara entre 1996 y 1999. Como demócratacristiano, presidió la Organización Demócrata Cristiana de América (ODCA), desde 1998 hasta 2006.

## Biografía
Nació el 29 de agosto de 1950, hijo de Gutenberg Martínez Klein y Victoria Ocamica Jara. Su abuelo paterno, Carlos Alberto Martínez, fue diputado y senador por el Partido Socialista de Chile.
Realizó sus estudios primarios en el colegio San Lázaro y el Liceo de Aplicación de Santiago. Estudió Derecho en la Universidad de Chile, titulándose de abogado en 1973, tres hijos: Carlos, Gutenberg y Claudia-
En el ámbito privado ha prestado servicios profesionales a instituciones dedicadas al desarrollo de cooperativas y de la pequeña y mediana empresa. Además, se desarrolla como docente al trabajar como profesor del Programa de Extensión de su facultad, entre 1973 y 1974 y como profesor de la Cátedra de Introducción al Derecho en la carrera de Administración Pública de la Universidad de Santiago de Chile, desde 1992. También, cumple como Coordinador Académico del Instituto Chileno de estudios Humanísticos, ICHEH.
Desde el año 2010 Rector de la Universidad Miguel de Cervantes.

## Carrera política
Ingresó al Partido Demócrata Cristiano en 1964, integrándose al núcleo Secundario de la Juventud Demócrata Cristiana del Liceo de Aplicación. Luego, en 1966 actuó como Jefe de Enseñanza Media de esta misma colectividad, llegando a ocupar al año siguiente la vicepresidencia de la Federación de Estudiantes Secundarios, FESES.
Durante su época universitaria prosiguió con su carrera política. En 1969 es nombrado Jefe del Grupo de la Democracia Cristiana Universitaria (DCU), y también Consejero de la Facultad de Ciencias Jurídicas, en representación de los estudiantes. Un año después es elegido Consejero Superior de su universidad, el mismo año que se desempeña como miembro del Comité directivo superior de este establecimiento y primer Vicepresidente de la JDC.
Luego, entre 1974 y 1977 es elegido Presidente Nacional de la Juventud Demócrata Cristiana, llegando a ocupar igual puesto en la JDC de América Latina en 1975. Una vez egresado, en 1978 participa de la Comisión Política de su partido.
En 1982 es Consejero nacional de este mismo, ocupando la vicepresidencia en 1985. Dos años después, es elegido Secretario Nacional de esta colectividad hasta 1989.
En las elecciones de 1989 fue elegido diputado en representación del Distrito N.° 21 (Ñuñoa y Providencia), para el periodo de 1990 a 1994, con el 35,11 % de los votos. Durante su labor, participa de las Comisiones de Constitución, Legislación y Justicia y de Recursos Naturales, Bienes Nacionales y Medio Ambiente. Además, integra la Comisión Especial de Régimen Político chileno. Dentro de su partido, en 1990 es nombrado Primer Vicepresidente nacional hasta 1992. Ese mismo año, participa como Jefe de campaña de su colectividad en las elecciones municipales. En 1993 asumió la presidencia de su partido, dirigiendo la campaña presidencial del candidato de la Concertación Eduardo Frei Ruiz-Tagle, quien resultó victorioso.
En diciembre de 1993 es reelecto para el siguiente período, de 1994 a 1998, con el 38,70 % de los votos. Se mantiene en la Comisión de Constitución, Legislación y Justicia. Además, sigue participando de la Comisión Especial de Régimen Político chileno y preside la Comisión Especial Investigadora de Televisión Nacional. El 19 de noviembre de 1996 es elegido Presidente de la Cámara de Diputados, cargo que ejercería hasta el 11 de marzo de 1999. 
En diciembre de 1997 consiguió su tercer periodo (1998-2002) como diputado por el mismo distrito. Esta vez formó parte de las Comisiones de Ciencia y Tecnología y de Vivienda y Urbanismo. El 4 de abril de 1998 fue elegido Presidente de la Organización Demócrata Cristiana de América, cargo que mantuvo hasta noviembre del año 2006.
El 28 de abril de 2018 anunció su renuncia al Partido Demócrata Cristiano tras expresar sus diferencias con el rumbo que estaba tomando la colectividad. Días antes, su esposa Soledad Alvear también había abandonado la DC.

## Condecoraciones

### Condecoraciones extranjeras
- Gran Cruz de la Orden El Sol del Perú ( Perú, 21 de mayo de 2001).[4]

## Historial electoral

### Elecciones parlamentarias de 1989
- Elecciones parlamentarias de 1989, candidato a diputado por el distrito 21 (Ñuñoa y Providencia)[5]

### Elecciones parlamentarias de 1993
- Elecciones parlamentarias de 1993, candidato a diputado por el distrito 21 (Providencia y Ñuñoa)[6]

### Elecciones parlamentarias de 1997
- Elecciones parlamentarias de 1997, candidato a diputado por el distrito 21 (Providencia y Ñuñoa)[7]